# タンカイザリガニ
タンカイザリガニは、ザリガニ下目に属する移入種のザリガニ。本種は、当時の農林省の政策によって、各地の水域に放たれたアメリカ原産のザリガニ（シグナルザリガニ）のうち、滋賀県の今津町（現在は合併して高島市となっている）に位置する淡海湖に放流された個体を指す。淡海湖にのみ生息するザリガニとして、本種はウチダザリガニと亜種の関係にあると考えられていたが、最近は同じ種として統一されている（つまり、タンカイザリガニはウチダザリガニ（シグナルザリガニ）の淡海湖個体群として扱われる）。ウチダザリガニと形態や生態に大きな差はない

## 導入と分類の歴史
1926年から1930年にかけて農林省水産局によって優良水族移植という名目で、アメリカ原産のザリガニ（シグナルザリガニ）が輸入され、各地の水産試験場や天然水域に頒布された。そのうちのひとつとして、淡海湖では1926年11月4日に30個体が放流され、定着し、現在でもこの個体群は淡海湖に生息している。当時の研究では、その導入された外来ザリガニのうち、淡海湖の個体群だけがタンカイザリガニとして分類され、その他の地域（主に北海道）の個体群はウチダザリガニとして別に分類された。この淡海湖個体群（タンカイザリガニ）とその他地域の個体群（ウチダザリガニ）を別種（別亜種）とする判断は、便宜的な呼び分けとしてしばらくその状態が続いたが、現在は両者を同種としている。

## 保護と駆除の対立
歴史的経緯から明らかなようにタンカイザリガニは外来種である。そもそも、人工的に造られた農業ため池に、陸地における移動能力の乏しいザリガニが生息しているという事実からも人間によって導入されたことは疑いようがない。
しかし、タンカイザリガニについての分類学的な混乱や、何よりもその和名に「タンカイ」と名づけられたことも背景にあり、地元高島市（今津町）は本種を地域固有の環境のシンボルとして歴史的に保護してきた。例えば、地元の中学校では、タンカイザリガニを守るために同じく外来種のブラックバスの駆除活動を実施するなど、地域一体の活動を行ってきた。
その後、タンカイザリガニはウチダザリガニと同種として、外来生物法により特定外来生物に指定されたことで、この淡海湖個体群をめぐる認識の違いが顕在化した。地元にとって80年以上保護してきたザリガニが、一転して駆除対象となることは理解しがたいものであった。そのため、北海道などでは本来の生態系の外であるウチダザリガニの防除が進行するなか、地元の自然愛好家等の歪んだ反対が強い淡海湖個体群（タンカイザリガニ）の駆除は行われておらず、対立は現在も続いている。
淡海湖個体群（タンカイザリガニ）が、淡海湖、さらには周辺地域の生態系に悪影響を与えているという報告は今のところない。しかし、間違いのない外来種であり、外来ザリガニが生態系を様々な形（捕食・競争・感染症・寄生虫等）で破壊することは既に他の研究で確認されており、注意が必要である。